# 吕桑上福莱勒
吕桑上福莱勒（法語：Forel-sur-Lucens）是瑞士联邦西部法语区的沃州下设的一个镇。在行政上属于布罗瓦-维利区管辖。吕桑上福莱勒的总面积为2.83平方公里。截至2010年底，总人口为163。

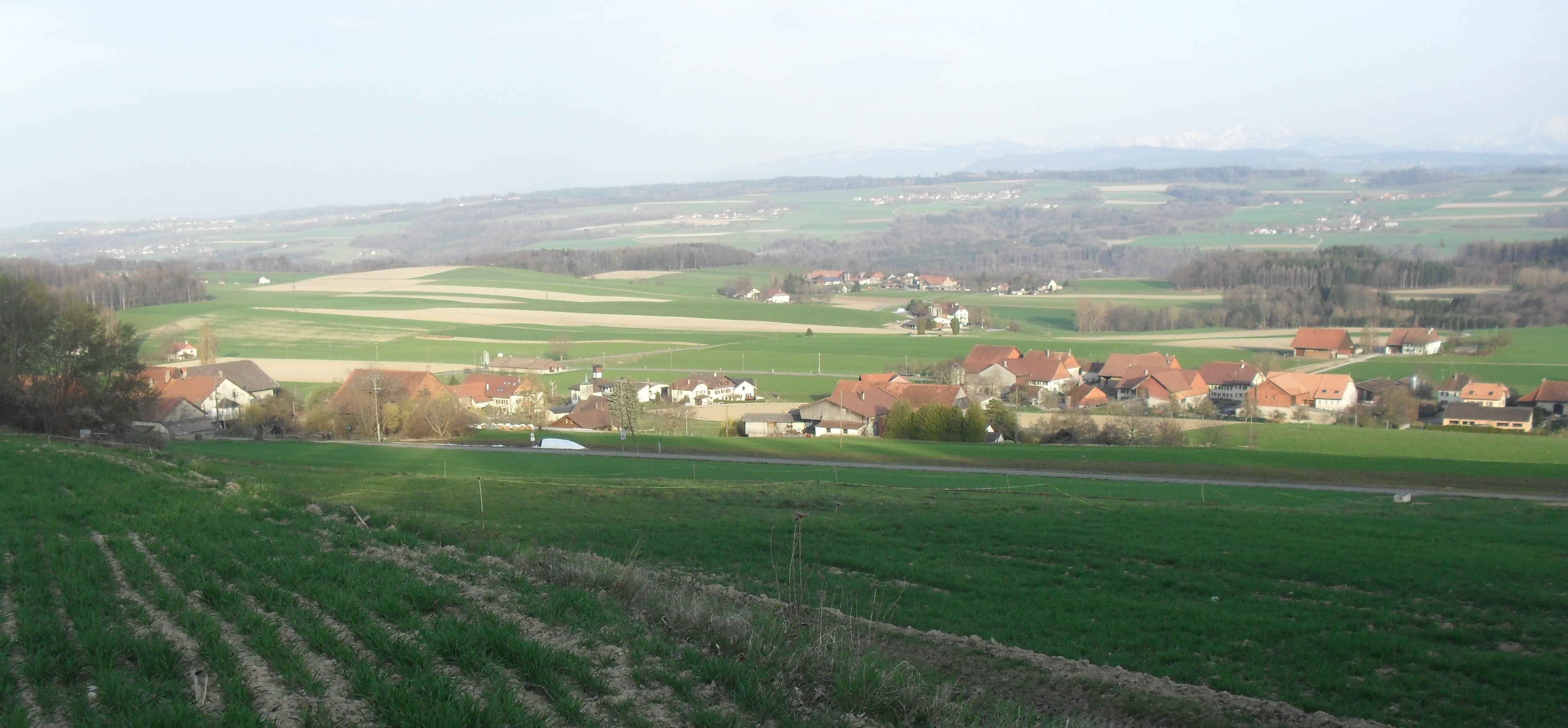
吕桑上福莱勒